# 7346 Boulanger
7346 Boulanger este o planetă minoră (asteroid), cu un diametru de 7,378 km, din centura de asteroizi. A fost descoperită pe 20 februarie 1993 la observatoire de la Côte d'Azur⁠(d) de Eric Walter Elst și a fost numită după Nicolas Antoine Boulanger⁠(d). 
Obiectul prezintă o orbită caracterizată de o semiaxă mare de 2,8756794 UAi, o excentricitate de 0,08, o înclinație de 3,18082 ° în raport cu ecliptica.